# Pat Conroy

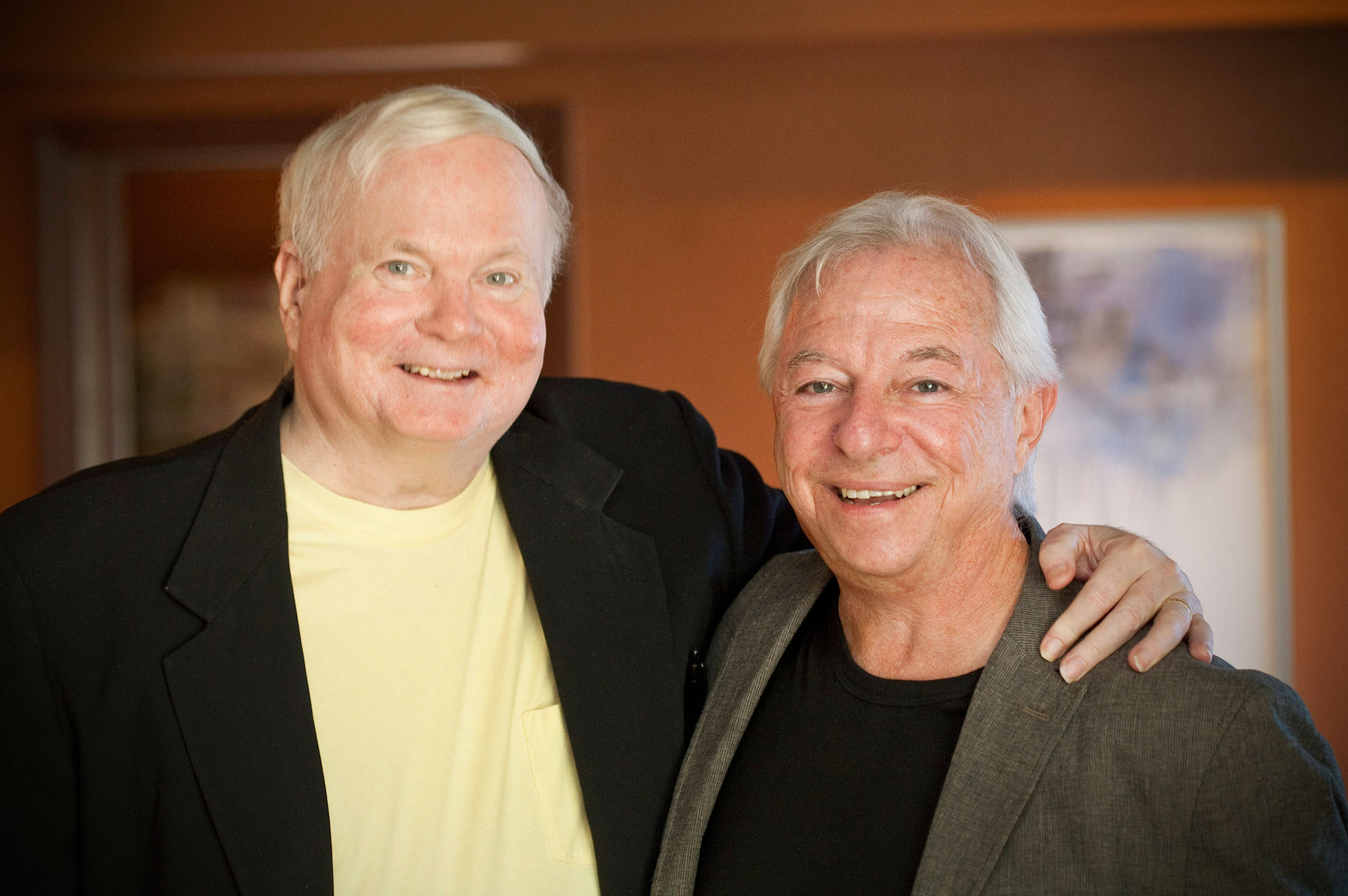
Pat Conroy & Tom Poland 2013

Donald Patrick "Pat" Conroy (26 de octubre de 1945 – 4 de marzo de 2016) fue un escritor y novelista estadounidense. Tres de sus novelas, The Water is Wide, The Prince of Tides y The Great Santini fueron llevadas al cine y sus adaptaciones obtuvieron nominaciones al premio Oscar. Era reconocido como una figura notable en la literatura del sur de los Estados Unidos en el siglo XX.
Falleció el 4 de marzo de 2016 a los 70 años debido a complicaciones de cáncer pancreático.

## Premios y reconocimientos
Premios Óscar
| Año  | Categoría            | Trabajo nominado          | Resultado |
| ---- | -------------------- | ------------------------- | --------- |
| 1992 | Mejor guion adaptado | El príncipe de las mareas | Nominado  |